# Rudi Schumann
Rudi Schumann (* 15. Februar 1947 in Großdeuben) ist ein ehemaliger Volleyballspieler aus der DDR.
Schumann begann in Großdeuben mit dem Volleyball und wechselte 1959 nach Leipzig. 1964 gewann er den ersten seiner dreizehn DDR-Meistertitel.
Schumann durchlief die Jugend- und Juniorennationalmannschaft und debütierte bei der Europameisterschaft 1967 in der DDR-Nationalmannschaft. 1969 gewann er den Volleyball World Cup und im Jahr darauf war er dabei, als die DDR-Auswahl bei der Weltmeisterschaft 1970 in Bulgarien der Titel gewann. Schumann wurde von der Presse bei der Weltmeisterschaft zum besten Spieler des Turniers gewählt. Nach einem vierten Platz bei der Europameisterschaft 1971 erreichte die DDR-Mannschaft das Finale bei den Olympischen Spielen 1972 in München und erhielt nach der Finalniederlage gegen die japanische Mannschaft die Silbermedaille.
Schumann war nach seiner Karriere als Hochschullehrer an der DHfK in Leipzig tätig und wurde nach der Wende an die Universität Leipzig übernommen. Neben seiner Lehrtätigkeit an der Hochschule war er auch für den Internationalen Volleyballverband als Trainerausbilder tätig.